# 雙津龍順一
雙津龍順一（1950年2月28日—2014年8月12日），原名山本順一，日本北海道室蘭市出身的前大相撲力士，身高185cm、体重171kg，最高位置是東小結（1979年7月場所）。所屬相撲部屋是時津風部屋，引退後留在部屋出任親方。2007年10月，他被指涉及時津風部屋新弟子齋藤俊（序之口時太山俊）死亡事件，成為第一位被日本相撲協會解僱的親方。

## 生涯
山本順一出生於室蘭，於1963年9月首次亮相，當時年僅13歲。1969年11月，他昇至十兩級別。他於1972年3月在幕內級別首次亮相，但多次被降級為十兩。他在總共29場比賽中排名幕內，在1979年7月達到了小結級別，這次昇級是因為一些前頭力士缺席比賽，他在小結級得到4-11，這是他在三役級別中唯一的比賽。他是他那個時代較重的力士之一。他的最後一次幕內比賽是在1980年3月，儘管排名大幅下降，但他仍繼續戰鬥。他在幕下結束了自己的職業生涯。

## 引退
他於1982年11月從積極的競爭中退休，成為日本相撲協會的年寄，襲名錦島。他在時津風部屋擔任助理教練將近二十年後，當前大關豐山勝男於2002年8月達到法定退休年齡時，他成為了部屋的負責人，並採用了時津風的名字。他曾在2004年7月和9月監督時天空慶晃和豐之島大樹晉升為幕內。2007年5月，他批評朝青龍明德在訓練期間傷害了豐之島，並在醫院探望了他的力士。他還在比賽期間擔任勝負審判。

## 解僱和審判
據報導，2007年10月3日，他因涉嫌參與欺侮而被日本相撲協會解僱，據稱這是造成時津風部屋年輕新弟子齋藤俊（時太山俊）死亡的原因。當時齋藤俊進行一種名為「三番稽古」的劇烈推撞訓練後死亡，當時他進行了30分鐘而不是通常的5分鐘。齋藤俊的死，最初歸結為自然原因。但在時津風迫切要求快速火化齋藤俊遺體之後，齋藤的家人堅持進行屍檢，這顯示了齋藤受傷的程度。
時津風向警方承認，在齋藤死前一天，他用一個啤酒瓶敲打他的額頭，並允許其他力士在部屋用金屬棒球棒擊打他。據報導，時津風沒有向齋藤提供任何援助，也沒有打電話叫救護車。10月5日，相撲協會宣布解僱他，他們評論說：“他的行為不像是一個部屋的師傅，公眾對他感到憤怒，他玷污了相撲協會的名字。”他是第一個被相撲協會開除的部屋親方。
2008年2月7日，他和三名相撲選手因意外死亡被捕。山本第一次承認齋藤被綁在桿子上並被毆打長達20分鐘。然而他繼續否認對他的指控，稱“這不是攻擊，而是紀律。”2008年12月18日，三名相撲選手被判有罪，但由於無法對抗山本的命令而被判緩刑，他們都被相撲協會解雇。山本的審判是分開進行的，因為他繼續否認指控，並於2009年2月開始。
2009年5月29日，他被判入獄六年。名古屋地方法院發現，儘管他沒有直接參與毆打，但他對三名力士有“壓倒性的權威”。他立即對裁決提出上訴，並獲准保釋。據報導，他要求相撲協會在支付2000萬日元（200,000美元）的遣散費。雙方於2010年1月達成庭外和解，但詳情未披露。2011年7月，他接受了一次採訪，聲稱自己在職業生涯中至少參與了七次或者至少十次比賽造假，但堅持認為他對齋藤的死感到被“陷害”。他的最終上訴於2011年8月被駁回，最終確定了五年監禁。
他在2014年8月12日死於肺癌，當時他仍服刑但在東京都一家教學醫院就醫。